# منطقة راتشاثيوي
منطقة راتشاثيوي (بالإنجليزية: Ratchathewi District)‏ هي منطقة من مناطق بانكوك. يبلغ عدد سكانها 73550 نسمة وذلك حسب إحصائيات سنة 2013. تبلغ مساحتها 7.126 كم².

الموقع في بانكوك